# La Gruyère
La Gruyère ist eine französischsprachige Schweizer Regionalzeitung im Kanton Freiburg.

## Geschichte
La Gruyère wurde 1882 in der letzten Phase des Kulturkampfs als radikal-demokratisches Oppositionsorgan in Bulle unter anderem von Simon Castella und Léon Glasson gegründet. Ab 1903 besass die Familie Glasson La Gruyère allein. Sie erschien ab 1928 dreimal wöchentlich. Im Jahr 1969 übernahm der Verlag der Gruyère das 1908 gegründete, parteipolitisch neutrale Feuille d’Avis de Bulle et de Châtel-Saint-Denis und legte die Titel zusammen, was die Auflage stark steigen liess. Die Familie Glasson verkaufte 1976 die Aktienmehrheit von La Gruyère an die Freiburger Paulus-Druckerei, die den ehemaligen Opponenten La Liberté verlegte. Nach dem Rücktritt des Verlegers und Chefredaktors Gérard Glasson, der vor allem als Kolumnist wirkte, etablierte sich La Gruyère 1978 als unabhängige Zeitung des südlichen Kantonsteils.
Die Auflage betrug 2006 14'812 Exemplare. Im Jahr 2025 hatte die Zeitung eine Auflage von 10'904 (Grossauflage: 41'250) Exemplaren und eine Reichweite von 40'000 Lesern.